# Walter Pauli
Walter Pauli (1965) is een Belgisch journalist en opiniemaker. 

## Levensloop
Walter Pauli studeerde oude geschiedenis aan de Katholieke Universiteit Leuven. Hij startte zijn carrière als politiek redacteur bij dagblad De Morgen in 1992. Van 1997 tot 1999 was hij verantwoordelijk voor de sportpagina's van de krant. In september 2011 begon hij te werken voor weekblad Knack. Ook daar is werkzaam als redacteur en focust hij op politieke en maatschappelijke verslaggeving. 

## Trivia
In 2007 nam hij  deel aan de tv-quiz De Slimste Mens ter Wereld. 